# Clytie syriaca
Clytie syriaca — вид метеликів з родини еребід (Erebidae).

## Поширення
Поширений вздовж прибережних районів Середземноморського басейну від Балкан до Туреччини, Лівану, Сирії та Ізраїлю.

## Спосіб життя
За рік буває два покоління. Метелик літають у квітні, травні та вересні. Личинки живляться листям тамариксів: Tamarix nilotica, Tamarix gallica і Tamarix ramosissima.